# Ayn Rand: A Sense of Life
Ayn Rand: A Sense of Life è un documentario del 1997 diretto da Michael Paxton candidato al premio Oscar al miglior documentario.